# U-365
| U-365                      | U-365                                                          | U-365                                                          |
| -------------------------- | -------------------------------------------------------------- | -------------------------------------------------------------- |
|                            |                                                                |                                                                |
|                            |                                                                |                                                                |
|                            |                                                                |                                                                |
| Під прапором               | Третій рейх                                                    | Третій рейх                                                    |
| Спуск на воду              | 9 березня 1943 року                                            | 9 березня 1943 року                                            |
| Виведений зі складу флоту  | 13 грудня 1944 року                                            | 13 грудня 1944 року                                            |
| Сучасний статус            | затоплений                                                     | затоплений                                                     |
| Проєкт                     |                                                                |                                                                |
| Тип ПЧ                     | Торпедний ДПЧ                                                  | Торпедний ДПЧ                                                  |
| Основні характеристики     |                                                                |                                                                |
| Швидкість (надводна)       | 17,7 вузлів                                                    | 17,7 вузлів                                                    |
| Швидкість (підводна)       | 7,6 вузлів                                                     | 7,6 вузлів                                                     |
| Робоча глибина занурення   | 100 м                                                          | 100 м                                                          |
| Гранична глибина занурення | 220 м                                                          | 220 м                                                          |
| Екіпаж                     | 44 осіб                                                        | 44 осіб                                                        |
| Розміри                    |                                                                |                                                                |
| Довжина найбільша (по КВЛ) | 67,1 м                                                         | 67,1 м                                                         |
| Ширина корпусу найб.       | 6,2 м                                                          | 6,2 м                                                          |
| Висота                     | 9,6 м                                                          | 9,6 м                                                          |
| Середня осадка (по КВЛ)    | 4,70 м                                                         | 4,70 м                                                         |
| Водотоннажність надводна   | 769 т                                                          | 769 т                                                          |
| Озброєння                  |                                                                |                                                                |
| Артилерія                  | одна палубна гармата калібру 88-мм, одна 20-мм зенітна гармата | одна палубна гармата калібру 88-мм, одна 20-мм зенітна гармата |
| Торпедно- мінне озброєння  | 4 носових і один кормовий ТА. 14 торпед або 26 мін             | 4 носових і один кормовий ТА. 14 торпед або 26 мін             |

U-365 — німецький підводний човен типу VIIC, часів Другої світової війни.
Замовлення на будівництво човна було віддане 20 січня 1941 року. Човен був закладений на верфі суднобудівної компанії «Flensburger Schiffsbau-Ges» у Фленсбурзі 21 квітня 1942 року під заводським номером 484, спущений на воду 9 березня 1943 року, 8 червня 1943 року увійшов до складу 5-ї флотилії. Також за час служби входив до складу 9-ї та 13-ї флотилій.
Човен зробив 8 бойових походів, в яких потопив 4 та пошкодив 1 судно.
Потоплений 13 грудня 1944 року у Норвезькому морі східніше острову Ян-Маєн (70°43′ пн. ш. 08°07′ сх. д. / 70.717° пн. ш. 8.117° сх. д.) глибинними бомбами двох «Свордфішів» з британського ескортного авіаносця «Кампаніа». Всі 50 членів екіпажу загинули.

## Командири
- Капітан-лейтенант резерву Гаймар Ведемеєр (8 червня 1943 — 17 листопада 1944)
- Оберлейтенант-цур-зее Дітер Тоденгаген (18 листопада — 13 грудня 1944)

## Потоплені та пошкоджені кораблі[3]
| Назва          | Тип                   | Належність      | Дата           | Тоннаж (БРТ) | Вантаж | Статус     | Місце                                                       |
| Марина Раскова | вантажне судно        | СРСР            | 12 серпня 1944 | 7 540        |        | потоплено  | 73°22′ пн. ш. 66°35′ сх. д. / 73.367° пн. ш. 66.583° сх. д. |
| T-118          | мінний тральщик       | СРСР            | 12 серпня 1944 | 625          |        | потоплено  | 43°22′ пн. ш. 66°35′ сх. д. / 43.367° пн. ш. 66.583° сх. д. |
| Т-114          | мінний тральщик       | СРСР            | 12 серпня 1944 | 625          |        | потоплено  | 73°22′ пн. ш. 66°35′ сх. д. / 73.367° пн. ш. 66.583° сх. д. |
| BO-230         | патрульний катер      | СРСР            | 5 грудня 1944  | 105          |        | потоплено  | 66°29′ пн. ш. 35°12′ сх. д. / 66.483° пн. ш. 35.200° сх. д. |
| «Кассандра»    | ескадрений міноносець | Велика Британія | 11 грудня 1944 | 1 710        |        | пошкоджено | 71°57′ пн. ш. 32°04′ сх. д. / 71.950° пн. ш. 32.067° сх. д. |